# Aliança Patriòtica Democràtica Kurda
|  | No s'ha de confondre amb Aliança Democràtica Patriòtica del Kurdistan. |

L'Aliança Patriòtica Democràtica Kurda (Al-Tahaluf al-Watani al-Dimuqrati al-Kurdi fi al-Suriyah) fou un partit polític clandestí de Síria. Era proper a la Unió Patriòtica del Kurdistan. Probablement ja no existeix.